# Клаус Вольферманн
Клаус Вольферманн (нім. Klaus Wolfermann; 31 березня 1946 — 18 грудня 2024) — німецький легкоатлет, який спеціалізувався в метанні списа.
На міжнародних змаганнях представляв Західну Німеччину.

## Життєпис
Олімпійський чемпіон з метання списа (1972).
Учасник змагань з метання списа на Олімпіаді-1968 (не подолав кваліфікаційного раунду).
Двічі брав участь у фіналах змагань з метання списа на чемпіонатах Європи — 6-е місце у 1971 та 5-е місце у 1974.
Переможець (1973) та бронзовий призер (1970) змагань з метання списа на Кубках Європи.
6-разовий чемпіон Західної Німеччини з метання списа (1969, 1970, 1971, 1972, 1973, 1974).
Ексрекордсмен світу з метання списа — 94,08 (1973).
Після завершення легкоатлетичної кар'єри, виступав за ФРН у бобслеї, був амбасадором Спеціальної Олімпіади, володів агенцією спортивного маркетингу.
Пішов з життя, маючи 78 років.

## Визнання
- Кавалер Срібного лаврового листа (1972)
- Спортсмен року в Німеччині (1972, 1973)
- Меморіальна премія Рудольфа Гарбіга (1978)
- Німецький метальник списа XX століття (за версією журналу «Kicker») (1999)
- Член Зали спортивної слави Німеччини (2011)